# История израильской экономики
История израильской экономики — исторический обзор развития экономики Израиля от экономики еврейской общины в Палестине в начале XX века до современной экономики Государства Израиль.

## Экономика еврейской общины в Палестине до образования Государства Израиль
К началу двадцатых годов XX века одной из важнейших целей руководства еврейской общины (ишува) в подмандатной Палестине стало создание т. н. «государства в пути» — формирование независимых, насколько возможно, от британской администрации органов власти. Действуя на правах общественно-политических организаций, эти структуры осуществляли реальное управление делами ишува, и по замыслу создателей (прежде всего Бен-Гуриона) смогли бы превратиться в органы государственного управления в момент провозглашения независимости.
Аналогичный подход был принят и в экономической сфере — ставилась задача создания жизнеспособной, автономной экономики с централизованным управлением. Инструментом для проведения этой линии стал «Гистадрут» (Генеральная Федерация Трудящихся Израиля) организованный в 1920 году. Формально профсоюзное объединение, «Гистадрут» на деле занимался широким спектром вопросов — от инвестиционной деятельности до организации системы безопасности. Под эгидой этой организации были созданы один из крупнейших банков Палестины («Банк Апоалим» — «Рабочий банк»), «Хеврат xa-Овдим» («Общество трудящихся») — фонд для финансирования и управления крупными индустриальными и аграрными проектами, крупнейшие строительная компания и сельскохозяйственный кооператив. В конце 20-х, начале 30-х годов, когда экономический кризис охватил Британию и колонии, многие частные предприниматели были вынуждены обратиться к «Гистадруту» за помощью, чтобы пережить трудные времена.
Успехи в экономической области послужили почвой для обвинений в адрес Бен-Гуриона, что он увлёкся реализацией своих социалистических идей, в ущерб основной цели движения — борьбе за создание государства.
Как ни парадоксально, но Вторая мировая война, оставившая в руинах целые страны и принёсшая катастрофу европейскому еврейству благоприятно повлияла на экономическую ситуацию в Палестине — местная экономика, а в особенности еврейский ишув, стали крупнейшими поставщиками для частей британской армии, действовавших на африканском и ближневосточном ТВД.
K моменту провозглашения независимости государство получило основу функционирующей, современной по ближневосточным меркам того времени экономики. В совокупности с унаследованной от британской администрации эффективной административной системой, она стала хорошей отправной точкой для дальнейшего развития, и послужила одним из факторов, позволивших государству выстоять в Войне за независимость 1948 года. Несмотря на то, что около 40 % трудоспособного населения было мобилизовано, уровень производства практически не упал по сравнению с предыдущим 1948 годом.

## Первые годы существования государства. Кризис платёжного баланса. (1949—1951)
В первые годы независимости на состояние экономики влияли следующие основные факторы:
- выделение огромной доли госбюджета на оборонные нужды (например, в 1952 году — 37 %);
- критическая зависимость от внешних источников финансирования;
- дефицит валюты и рост внешнего долга;
- дефицит бюджета и сильная инфляция;
- безработица до 10 % от всей рабочей силы в стране;
- высокая доля занятых в сфере обслуживания — более 50 %;
- зависимость делового сектора от административно-политических решений правительства.

Хозяйство интенсивно развивалось в двух взаимосвязанных направлениях — абсорбция растущих трудовых ресурсов в сочетании с быстрым ростом ВНП как в абсолютном выражении, так и на душу населения. Правительство решало задачу «соединить поступающие в страну капиталы со стремительно растущей рабочей силой и предотвратить падение жизненного уровня сотен тысяч пока ещё не обустроенных иммигрантов». Давали знать о себе последствия войны, хаос в управлении, развал товарной и финансовой систем. До середины 1950-х годов в экономическом управлении преобладали регламентирующие меры.
Несмотря на позитивные предпосылки, уже к началу 1949 года Израиль оказался перед лицом экономического кризиса. Значительные военные расходы и прибытие сотен тысяч репатриантов привели к ситуации, в которой сельское хозяйство обеспечивало лишь около 50 % потребностей в продуктах питания, а доходы от экспорта покрывали не более 30 % от расходов на импорт наиболее важных продуктов и промышленных товаров. Следует учесть, что основная масса импортно-экспортных операций, как и поставок продовольствия, осуществлялась непосредственно государством.

### Режим аскетизма. Распределение продуктов и товаров первой необходимости
В качестве главной антикризисной меры в мае-июне 1949 года был установлен т. н. «Режим аскетизма»  — карточное распределение основных продуктов питания. По расчётам правительства, нормирование потребления должно было уменьшить расходы госбюджета на 20 %. В начале 1950 года были введены карточки на одежду и некоторые другие товары первой необходимости.
Реальная эффективность государственного распределения оказалось значительно ниже планируемой. Поэтапная отмена карточной системы началась в 1952 году.

### Иностранная помощь. «Заём независимости». Переговоры о репарациях
Параллельно со введением карточной системы, был предпринят ряд других мер, оказавшихся более эффективными:
- Израиль обратился за помощью к США, и получил значительные суммы как в виде ссуд, так и в виде безвозмездных грантов[9]. В обмен на это правительство Израиля было вынуждено принимать некоторые политические решения ориентируясь на позицию Вашингтона
- Выпуск и размещение за рубежом, в основном среди евреев, проживающих в США облигаций государственного займа (т. н. «Заём независимости»). Израиль являлся единственной страной, получившей от правительства США право на распространение облигаций государственного займа на территории США[10].
- По инициативе Бен-Гуриона в 1951 году начались тайные (на начальном этапе) переговоры с Западной Германией и западными странами, оккупировавшими её территорию, о выплате репараций за ущерб, причинённый европейскому еврейству в годы Второй мировой войны

## Новая Экономическая Политика. Соглашение о репарациях. (1952—1953)

### Новая экономическая политика
В феврале 1952 года министр финансов Элиэзер Каплан в выступлении на сессии Кнессетa провозгласил о начале «Новой экономической политики». Новый курс включал ряд мер, основными из которых были:
- Прекращение денежной эмиссии в целях покрытия расходов госбюджета
- Отмена распределительной системы и значительное сокращение государственного регулирования ценообразования
- Девальвация национальной валюты — лиры
- Принудительный заём в размере 10 % наличных средств и банковских вкладов граждан

### Соглашение о репарациях
10 сентября 1952 года, после шестимесячных переговоров, в Люксембурге было подписано соглашение о выплате репараций в качестве компенсации за преследования евреев во время Второй мировой войны, использование подневольного труда, утраченную собственность, а также для возмещения расходов Израиля по приёму 500 тысяч беженцев из Европы. Согласно протоколу Западная Германия обязалась выплатить Израилю 3,5 миллиарда марок в период 1953—1965 годов, а также установить пожизненную ренту для всех выживших евреев-жертв нацизма. Тем же соглашением определялось, что выплачиваемая сумма составляет 2/3 от полной суммы компенсации, выплата оставшейся трети возлагалась на Восточную Германию. Правительство ГДР отказалось вести какие-либо переговоры по данному вопросу, и соответствующая сумма была выплачена в 1991 году, после объединения Германии. Соглашение с немецкой стороны подписал канцлер Конрад Аденауэр, с израильской — министр иностранных дел Моше Шарет, кроме того свои подписи поставили руководители Конференции по искам — еврейской общественной организации занимающейся получением компенсаций для жертв Холокоста.
Соглашение с момента вынесения на общественное обсуждение и по настоящий момент подвергалось и подвергается критике со всех сторон политического спектра.
В Израиле противники соглашения, во главе которых была партия Херут и её лидер Менахем Бегин, возражали против получения каких-либо компенсаций по моральным соображениям. Лозунгом партии была фраза «Жёлтые звёзды — символ чести, переговоры и компенсации — позор на многие поколения».
Критики соглашения (чаще всего ими выступают ревизионисты) вне Израиля приводят, как правило, следующие доводы:
- Государство Израиль не может выступать в качестве правомочного представителя европейских евреев и, следовательно, легитимного бенефициара компенсаций
- Достигнутое соглашение не предотвратило дальнейшие иски, требования и, как следствие, выплаты с немецкой стороны

Вне зависимости от оценки моральной и политической стороны соглашений, очевидно, что они сыграли критическую роль в становлении израильской экономики и самого государства — в годы действия соглашения германские выплаты составляли до 55 % дополнительных доходов государственного бюджета. Значительная часть этих средств была инвестирована в инфраструктуру страны. Большая часть денег была вложена в пластмассовую, металлургическую, химическую и фармацевтическую промышленность Израиля, а Правительство Израиля первоначально владело большей частью химической промышленности страны.

## Десятилетие роста (1954—1964)
Период 1954—1964 гг. характеризуется быстрым и устойчивым ростом экономики, среднегодовой прирост ВНП оставался на уровне 10 % (большие темпы роста в те годы демонстрировала только экономика Японии), при низком уровне инфляции (ок. 5 %) и безработицы (в конце пятидесятых годов была достигнута полная занятость населения). Эти годы характеризуются не только высокими экстенсивными показателями, но также значительной модернизацией хозяйства и привлечением значительных инвестиций из-за рубежа.
Основной проблемой этого периода многие экономисты считают опережающий рост потребления.
24 августа 1954 года был принят закон о Банке Израиля, и с 1 декабря он начал выполнять функции центрального банка.
К 1960 году качество жизни в Израиле существенно улучшилось: палаточные лагеря репатриантов были полностью расселены, страна перешла на самообеспечение продуктами питания, ВНП за 10 лет вырос на 74 %. К 1956 году средняя продолжительность жизни выросла на 8 % и достигла 70 лет для мужчин и 73 лет для женщин. К 1961 году численность населения достигла 1,938 млн человек, а к концу 1967 года — 2,384 млн человек. За второе десятилетие независимости качественно изменилась демография. На 1948 год более половины населения жили в трёх крупнейших городах, а в сельской местности 18 %. В 1967 году сельское население сократилось до 11 %, но в трёх крупнейших городах жило уже 35 %, а в остальных городах — 54 % населения. Осуществлялись крупные ирригационные проекты, которые сняли остроту нехватки воды. Ирригация позволила начать успешное освоение пустыни Негев, составляющей около 40 % территории страны. Однако основным катализатором роста, который привёл Израиль в тридцатку наиболее развитых стран, стала массовая индустриализация. С 1950 по 1969 год объём промышленного производства вырос в 5 раз — и это в условиях враждебного окружения, нехватки сырьевых и энергетических ресурсов.

## Экономический спад 1965—1967 годов
K началу 1965 года стало очевидно, что возможности дальнейшего экстенсивного роста экономики практически исчерпаны, прежде всего из-за завершения сразу нескольких крупных общенациональных проектов: строительства Всеизраильского водопровода, доставлявшего воду с севера до пустыни Негев на юге, строительство морского порта в Ашдоде, фабрик по добыче поташа на Мёртвом море и ряда других. Это привело к резкому снижению экономической активности государственного сектора, уменьшению объёмов общественных работ и числа рабочих мест.
Помимо объективных факторов на замедление роста оказала влияние экономическая политика государства: опасаясь, что опережающий рост доходов и как следствие увеличение спроса может привести к ухудшению торгового баланса и скачку инфляции, правительство приняло решение «охладить» экономику путём увеличения ставок по кредитам и сокращению государственных инвестиций. Однако уже в 1966 году выяснилось, что «управляемого» замедления экономики не получилось и хозяйство находится в глубоком кризисе — количество безработных удвоилось, достигнув 10 % трудоспособного населения, промышленное производство резко сократилось, впервые был зафиксирован отрицательный иммиграционный баланс. Дополнительным отрицательным фактором стало резкое обострение политической обстановки в конце 1966 — начале 1967 года.

## Между двумя войнами (1968—1972)
Экономика в период между Шестидневной войной и Войной Судного дня показала смешанные результаты:
С одной стороны, быстро и успешно закончившаяся война повлияла на общий настрой и атмосферу в обществе, увеличился приток инвестиций из-за рубежа. После решения де Голля об эмбарго на продажу оружия Израилю (Франция до Шестидневной войны была основным поставщиком вооружений) были приняты и успешно осуществлены несколько крупных проектов в оборонной промышленности, стала развиваться металлургическая и металлообрабатывающая отрасли. В связи с расширением территории снова увеличились дорожные и строительные работы, в основном по заказам военного ведомства. Эти факторы позволили резко сократить уровень безработицы. Возобновилась репатриация в Израиль, при этом большинство иммигрантов новой волны прибывало из развитых стран запада и СССР, имея хорошее образование и трудовую квалификацию, что также способствовало экономическому росту.
Тем не менее, оставался нерешённым целый комплекс сложных проблем, главными из которых были большой дефицит торгового баланса, удвоившийся за период 1966—1970 гг., увеличился дефицит государственного бюджета (12 % от ВНП на 1972 год), главным образом за счёт увеличения расходов на социальные нужды и оборону, рост реальных доходов опережал рост производительности труда в хозяйстве. Как следствие выросла инфляция, достигшая 14 % в 1972 году.

## Стагнация (1973—1977)
На негативные тенденции, усилившиеся к 1972 году, наложились Война судного дня и последовавший за ней Нефтяной кризис 1973 года. Экономика страны вступила в период рецессии.
Инфляция в 1973 году составила 20 % и достигла 44 % к 1977 году. Рост ВНП в эти годы составлял 3-4 %, что примерно равнялось увеличению населения. Объёмы капитальных вложений и строительства снизились, впервые показав отрицательный прирост.
Обменный курс лиры был фиксированным, и устанавливался правительством. В попытке улучшить торговый баланс в 1974 году была произведена девальвация с 4.2 до 6 лир за один доллар США. Кроме того, были установлены различные обменные курсы для разных видов деятельности, которые включали в себя скрытый налог или субсидию, в зависимости от политики государства. С 1975 года была объявлена политика «ползучей девальвации» (ивр. «פיחות זוחל»‎) — постепенного уменьшения курса лиры медленными темпами.
В 1977 году экономические и социальные проблемы стали одним из факторов, благодаря которым партия «Авода», впервые с момента образования государства потерпела поражение на выборах и уступила власть партии «Ликуд».

## Реформы Эрлиха. Либерализация валютного регулирования. (1977—1984)
Новое правительство возглавил Менахем Бегин, министром финансов был назначен Симха Эрлих, который инициировал широкомасштабную реформу, получившую название «Экономический переворот» (ивр. «המהפך הכלכלי»‎). Целью реформы было уменьшение государственного регулирования и создание рыночной экономики.
Известный либеральный экономист Милтон Фридман отмечал, что в Израиле сложилась уникальная и крайне опасная экономическая ситуация когда совокупные правительственные расходы примерно равны валовому национальному продукту. Фридман настоятельно рекомендовал правительству провести сокращение расходов и вмешательства во все сферы экономики. Фридман предупреждал Израиль об опасности гиперинфляции. Из всех его рекомендаций было выполнено лишь одно: отмена контроля над валютными операциями и предоставление свободы рынку обмена.
Были сняты практически все ограничения на операции с валютой и отмена фиксированного курса лиры, отныне он определялся балансом спроса и предложения.
Кроме того, был отменён ряд косвенных налогов, таких как налог на поездки за границу при одновременном увеличении НДС с 8 до 12 %.
Однако, по политическим причинам Эрлиху не удалось ограничить расходы бюджета, что было частью программы реформ, и результатом оказался дополнительный рост инфляции. Доверие к лире было утрачено, и большинство расчётов было привязано к курсу доллара. В 1980 году, в попытке обуздать инфляцию и вернуть доверие к национальной валюте, была произведена денежная реформа — вместо лиры в обращение был выпущен шекель, обмен производился по курсу 1 шекель за 10 лир.
В 1979 году инфляция впервые стала выражаться трёхзначной цифрой, достигнув 111 %, Эрлих был вынужден подать в отставку, и на его место был назначен Игаль Горовиц, пытавшийся проводить политику жёсткой бюджетной экономии, с целью обуздать инфляцию. Его действия не нашли поддержки правительства, и он покинул пост министра в 1981 году. На смену Горовицу пришёл Йорам Аридор, политика которого была противоположна курсу предшественника — были снижены налоги на импортные товары, увеличены расходы на социальные нужды. Результаты оказались катастрофическими — обесценивание денег перешло в стадию гиперинфляции, достигнув 450 % в 1984 и 500 % за первую половину 1985 года.

## Шоковая терапия (1985—1989)
В сентябре 1984 года к власти пришло правительство национального единства под руководством Шимона Переса, министром финансов стал Ицхак Модаи. К лету 1985 года была принята и начала осуществляться программа экономической стабилизации. Программа преследовала две основные цели: сокращение бюджетного дефицита и борьба с инфляцией. Основными пунктами программы были:
- Радикальное сокращение расходных статей бюджета, в первую очередь всех видов субсидий
- Уменьшение реальной заработной платы в хозяйстве, с целью сократить спрос на внутреннем рынке, повысить конкурентоспособность израильского экспорта и снизить уровень безработицы
- Значительная девальвация шекеля по отношению к доллару и удержание стабильного обменного курса на новом уровне как можно более длительное время
- Замораживание цен на ограниченное время

Проведению реформы способствовало достижение широкого общественного консенсуса о необходимости остановить инфляцию, а также компромиссы, достигнутые на переговорах с деловыми сектором и профсоюзами. Главной уступкой со стороны правительства стала отмена решения о массовом увольнении госслужащих, профсоюзы со своей стороны согласились на значительное снижение зарплат в общественном секторе.
K концу 1985 года стало ясно, что ближайшие цели программы достигнуты — годовой уровень инфляции составил 20 %, существенно снизился дефицит бюджета, в последующие три года удалось сохранить эту тенденцию, хотя по политическим причинам были сделаны определённые послабления в финансовой политике, бюджеты 1986—1989 годов не включали в полном объёме изначально запланированных сокращений. Успеху способствовали также внешние факторы: значительное снижение мировых цен на нефть и предоставленный США грант на сумму в полтора миллиарда долларов.
В 1986 году была введена новая денежная единица — новый израильский шекель, который сменил шекель. Обмен производился по курсу 1000:1.
Несмотря на значительное улучшение ряда показателей, стратегическая задача не была решена — экономический рост оставался на уровне кризиса 1965—1967 года.

## Первая половина 90-х годов, массовая репатриация
В начале 90-х годов резко увеличилось число прибывающих в Израиль репатриантов, в основном из республик бывшего СССР (см. Большая алия). Всего в период с 1990 по 1996 год прибыло свыше 600 тысяч человек..
В краткосрочной перспективе волна иммиграции вызвала резкое увеличение расходов бюджета на их приём, размещение и содержание на начальном этапе, рост безработицы, превысившей 10 % численности трудоспособного населения. Однако уже к середине 90-х стало очевидно, что такие факторы, как появление на рынке труда большого количества квалифицированных работников и резкое увеличение внутреннего спроса создали положительный эффект, перевешивающий временные трудности. Рост ВНП за этот период составил 42 %. Продолжилось снижение инфляции, к 1996 году она достигла 9 %. Временное улучшение обстановки в регионе, связанное с подписанием Норвежских соглашений в 1993 и мирного договора с Иорданией в 1994 году, привело к резкому увеличению иностранных инвестиций в экономику страны.

## Замедление темпов роста (1996—1998)
Темпы экономического роста снизились в период с 1996 по 1998 год, ухудшился также ряд важных экономических показателей. Считается, что основная причина — отрицательное влияние экономических кризисов в Азии и России, оказавших значительное негативное влияние на мировую экономику в целом.

## Экономическая ситуация 1998—2000 годов
Начиная с середины 90-х годов в экономике Израиля произошли существенные структурные изменения, связанные с переориентацией на промышленность высоких технологий. С 1995 года, объём производства в «традиционных» отраслях, как в денежном, так и в натуральном выражении практически не изменился, в то время как в высокотехнологичном секторе он возрос на 72 %.

## XXI век
Обострение израильско-палестинского конфликта, сложности, переживаемые мировым рынком высоких технологий, кризис в строительной и туристической отраслях, а также слабая финансовая дисциплина привели к небольшому снижению ВНП в 2001—2002 годах.
Экономика страны возродилась в 2003 и 2004 гг., зафиксировав ежегодный рост на 4 %, благодаря правительственным мерам по ужесточению фискальной политики и структурным реформам, направленным на развитие конкуренции и более свободного рынка. В 2005 году повышение потребительского спроса, восстановление туристического сектора и прямых иностранных инвестиций в сочетании с увеличением экспорта ускорили рост ВНП до 4,7 %.
В 2007—2009 годах на шельфе Средиземного моря были обнаружены месторождения природного газа, крупнейшим из которых является «Тамар» с разведанными запасами около 200 млрд м³. По оценкам специалистов эти месторождения позволят Израилю самостоятельно обеспечивать потребности в природном газе в течение 20-30 лет.
По данным Центрального статистического бюро, уровень безработицы в Израиле в ноябре 2011 года составил 5,4 %.
Последствия пандемии коронавируса привели к масштабным потрясениям в израильской экономике.